# Andrea Dworkin
Andrea Rita Dworkin (26. rujna 1946. – 9. travnja 2005.) bila je američka radikalna feministička aktivistica i spisateljica. Najpoznatija je po svojoj analizi pornografije, iako njezini feministički spisi, počevši od 1974., traju 30 godina. Napisala je preko deset samostalnih djela: devet knjiga publicistike, dva romana i zbirki kratkih priča. U koautorstvu s profesoricom američkog ustavnog prava i feminističkom aktivisticom, Catharine A. MacKinnon je napisala ili uredila još tri djela.
Središnja tema rada Andree Dworkin je ponovno vrednovanje zapadnog društva, kulture i politike. Ona je to učinila kroz prizmu seksualnog nasilja muškaraca nad ženama u kontekstu patrijarhata. Pisala je o širokom rasponu tema uključujući i životima žena kao što su: Ivana Orleanska, Margaret Papandreou, i Nicole Brown Simpson. Analizirala je književnost Charlotte Brontë, Jeana Rhysa, Lava Nikolajevič Tolstoja, Kōbōa Abea, Tennesseeja Williamsa, Jamesa Baldwina i Isaaca Bashevisa Singera. U svoje proučavanje predmeta koji su povijesno napisanih ili opisanih s muške točke gledišta, unijela je vlastitu radikalnu feminističku perspektivu. Tako je pisala o bajkama, homoseksualnosti, lezbijstvu, djevičanstvu, antisemitizmu, Izraelu, holokaustu, biološkoj superiornost, i rasizmu. Ispitivala je premise temeljnih koncepata kao što su sloboda medija i građanskim slobodama. Teoretizirala je seksualnu politiku inteligencije, straha, hrabrosti i integriteta. Opisala je političku ideologiju muške nadmoći koja se očituje i konstituira silovanjem, zlostavljanjem, prostitucijom i pornografijom.
Za vrijeme njezinog života, napisane su dvije knjige koje su analizirale rad Andree Dworkin. Prva je knjiga Jeremya Marka Robinsona pod naslovom Andrea Dworkin, koja je objavljena 1994.  Druga je Without Apology: Andrea Dworkin's Art and Politics, napisala ju je Cindy Jenefsky, a objavljena je 1998.  Nakon smrti Andree Dworkin, posmrtno je objavljeno nekoliko njezinih radova, kao i radova o njoj. John Stoltenberg je 2015. godine producirao predstavu Aftermath,   nakon što je pronašao njezin neobjavljen tekst koji je prilagodio za pozornicu. Antologija njenog rada, Last Days at Hot Slit, objavljena je 2019. Godine 2020. objavljen je dokumentarni film o njoj, Zovem se Andrea, autora Pratibhe Parmar a objavljena je i njezina biografija Andrea Dworkin: The Feminist as Revolutionary Martina Dubermana.

## Biografija

### Rani život
Andrea Dworkin je rođena 26. rujna 1946. u Camdenu, New Jersey. Roditelji su joj bili Harry Dworkin i Sylvie Spiegel. Otac joj je bio unuk ruskog Židova koji je pobjegao iz Rusije s 15 godina kako bi izbjegao vojnu službu, a majka je bila dijete židovskih imigranata iz Mađarske. Imala je mlađeg brata, Marka. Otac joj je bio školski učitelj i predani socijalist. Andrea Dworkin je govorila kako je baš otac bio taj koji je potaknuo njezinu strast za socijalnom pravdom. Njezin odnos s majkom bio je napet. Kasnije je Dworkin pisala kako je majčino vjerovanje u legalnu kontracepciju i pobačaj, "davno prije nego što su to bila prihvaćena uvjerenja", inspiriralo njezin kasniji aktivizam.

Premda je sama opisala da je odrasla u židovskoj obitelji u kojoj je na mnogo načina dominiralo sjećanje na Holokaust, njeno djetinjstvo je bilo sretno sve do njezine devete godine, kada ju je nepoznati muškarac zlostavljao u kinu. Kada je imala deset godina, njezina se obitelj preselila iz grada u predgrađe Cherry Hill, New Jersey (tada poznato kao Delaware Township), za koje je kasnije napisala da je "doživjela da su je oteli vanzemaljci i odveli u kažnjeničku koloniju". U šestom razredu je bila kažnjena jer je odbila pjevati "Tiha noć" (kao Židovka smatrala je da ju u školi prisiljavanju pjevati kršćanske vjerske pjesme). Rekla je da bi "vjerojatno postala rabin" da je to ženama bilo dozvoljeno, dok je bila u srednjoj školi te da bi "voljela" biti znalac Talmuda.
U šestom razredu osnovne škole Dworkin je počela pisati poeziju i beletristiku. U to vrijeme je bila i neodlučna hoće li postati odvjetnica ili spisateljica. Ipak, zbog svog tadašnjeg interesa za abortus odabrala je pisanje jer je to mogla "raditi sama u sobi" i "nitko me nije mogao spriječiti". Tijekom cijele srednje škole mnogo je čitala, na što su je i roditelji poticali. Na Dworkin su posebno utjecali Arthur Rimbaud, Charles Baudelaire, Henry Miller, Fjodor Dostojevski, Che Guevara i Beat pjesnici, naročito Allen Ginsberg, a među pisce kojima se najviše divila uvrstila je Jeana Geneta, Percyja Bysshea Shelleya i Lord Byron. Maturirala je 1964. u sadašnjoj srednjoj školi Cherry Hill West.

### Fakultet i rani aktivizam
Kao brucošica na koledžu Bennington, 1965 godine, Dworkin je uhićena tijekom prosvjeda protiv rata u Vijetnamu ispred Misije Sjedinjenih Država pri Ujedinjenim narodima.  Poslana je u New York Women's House of Detention, poznatu po smještaju poznatih ljevičarki. Nakon što je pisala povjerenici za kaznena djela Anni Cross, Dworkin je svjedočila da je u pritvoru bila podvrgnuta grubom pregledu, nakon kojeg je danima krvarila. Javno je govorila i svjedočila pred velikom porotom o svom iskustvu, a medijsko izvještavanje o njezinom svjedočenju postalo je domaća i međunarodna vijest. Velika porota odbila je u ovom slučaju odbila podići optužnicu, ali je svjedočenje Andree Dworkin pridonijelo bijesu javnosti zbog maltretiranja zatvorenika. Sedam godina kasnije, zatvor je zatvoren.
Ubrzo nakon svjedočenja pred velikom porotom, Dworkin je napustila Bennington College te je otišla živjeti u Grčku. Otputovala je Orient Expressom od Pariza do Atene. Otišla je živjeti i pisati na otok Kretu. Tijekom svog boravka na Kreti napisala je niz pjesama pod naslovom (Vijetnamske) varijacije, zbirku pjesama i pjesama u prozi koje je tiskala na otoku u knjizi pod nazivom Dijete. Tamo je napisala i roman u stilu magičnog realizma pod nazivom Bilješke o gorućem dečku —  kao referencu na Normana Morrisona, pacifista koji se spalio u znak protesta protiv rata u Vijetnamu. Napisala je i nekoliko pjesama i dijaloga koje je ručno ispisala nakon povratka u Sjedinjene Države u knjizi Morning Hair.
Nakon Krete, Dworkin se vratila na Bennington College. Tamo je nastavila studirati književnost te je sudjelovala u različitim kampanjama protiv kodeksa ponašanja studenata, za kontracepciju na kampusu, za legalizaciju pobačaja kao i protiv rata u Vijetnamu. Diplomirala je književnost 1968. godine. Tih godina objavila je dvije knjige poezije, Dijete (1965.) i Jutarnja kosa (1967.).

### Život u Nizozemskoj
Nakon što je diplomirala, Dworkin se preselila u Amsterdam kako bi intervjuirala nizozemske anarhiste pokreta Provo. Pokret Provo je koristio kazališne ulične događaje kako bi potaknuo promjene. Dok je bila tamo, počela je vezu s Corneliusom (Iwan) Dirkom de Bruinom, jednim od anarhista. Ubrzo nakon što su se vjenčali, rekla je da ju je de Bruin počeo ozbiljno maltretirati. Rekla je da ju je udarao šakama i nogama, opekao cigaretama, udarao po nogama drvenom gredom i udarao joj glavom o pod sve dok se ne bi onesvijestio.
Nakon što je krajem 1971. godine napustila de Bruina, Dworkin je rekla kako ju je njezin bivši suprug i dalje napadao, proganjao, maltretirao, tukao ju i prijetio joj kad god bi pronašao gdje se skriva. U to vrijeme Dworkin nije imala sredstava za život, živjela je kao beskućnica, tisućama kilometara daleko od svoje obitelji. Kasnije je pisala da je primijetila da je "često živjela životom bjegunca, osim što je to bio očajniji život pretučene žene koja je posljednji put pobjegla, bez obzira na ishod." Zbog siromaštva, Dworkin je neko vrijeme bila primorana baviti se prostitucijom. Ricki Abrams, feministica i iseljenica, sklonila je Dworkin u svom domu te joj pomogla pronaći smještaj u čamcima, na farmi i u napuštenim zgradama. Dworkin je pokušao prikupiti novac za povratak u Sjedinjene Države.
Abrams je upoznala Dworkin s ranim tekstovima radikalnog feminizma iz Sjedinjenih Država. Dworkin je bila posebno inspirirana Seksualnom politikom Kate Millett, Dijalektikom seksa Shulamitha Firestonea i Sestrinstvom je moćno Robin Morgan. Dworkin i Abrams su počele zajedno raditi na "ranim dijelovima i fragmentima" radikalnog feminističkog teksta o mržnji prema ženama u kulturi i povijesti, uključujući i poglavlja o pornografskom kontrakulturnom časopisu Suck.
Dworkin se 1972. godine vratila u Sjedinjene Države. Dworkin je trebala prokrijumčariti aktovku heroina u u zamjenu za 1000 dolara i avionsku kartu. Mislila je ako uspije vrati će se kući s kartom i novcem, a ako ne uspije završit će u zatvoru, ali sigurna od zlostavljanja bivšeg muža.  Dogovor za aktovku je propao. Ipak osoba koja je Dworkin obećala novac joj je dao avionsku kartu.
Prije nego što je napustila Amsterdam, Dworkin je razgovarala s Riki Abrams o svojim iskustvima u Nizozemskoj, feminističkom pokretu u nastajanju i knjizi koju su zajedno počele pisati. Dworkin je pristala dovršiti knjigu — koju je nazvala Woman Hating. U svojim memoarima, Dworkin piše kako se tijekom tog razgovora zaklela da će svoj život posvetiti feminističkom pokretu.

### Povratak u New York i kontakt s feminističkim pokretom
U New Yorku Dworkin ponovno radi kao organizatorica anti-ratnih prosvjeda. Sudjelovala je u demonstracijama za prava lezbijki i protiv aparthejda u Južnoj Africi. Feministička pjesnikinja Muriel Rukeyser zaposlila ju je kao asistenticu (Dworkin je kasnije rekao: "Bila sam najgora asistentica u povijesti svijeta. Ali Muriel me zadržala jer je vjerovala u mene kao pisca." ) Također se pridružila i feminističkoj skupini za podizanje svijesti te se ubrzo uključila u radikalno feminističko organiziranje, fokusirajući se na kampanje protiv muškog nasilja nad ženama. Osim po pisanju i aktivizmu, Dworkin je postala poznata i kao govornica. Uglavnom je govorila na događajima koje su organizirale lokalne feminističke skupine. Njezini govori su bili strastveni, beskompromisni, izazivali su snažne osjećaje i kod pristaša i kod kritičara, te su inspirirali njezinu publiku na djelovanje. Neki od njezinih najpoznatijih govora su onaj na maršu Take Back the Night u studenom 1978. i govora 1983. na Midwest Regionalnoj Konferenciji Nacionalne organizacije za promjenu muškaraca (sada Nacionalna organizacija za muškarce protiv seksizma ) pod nazivom "Želim 24 satno primirje tijekom kojeg nema silovanja".

### Veza s Johnom Stoltenbergom
Dworkin je 1974. godine upoznala Johna Stoltenberga kada su oboje demonstrativno napustili čitanje poezije u Greenwich Villageu zbog mizoginog materijala. Postali su bliski prijatelji i na kraju su živjeti zajedno. Stoltenberg je počeo pisati niz eseja, knjiga i članaka koji ispituju muškost i muževnost iz radikalne feminističke perspektive. Iako je Dworkin javno napisala: "Volim Johna svojim srcem i dušom", a Stoltenberg je opisao Dworkina kao "ljubav mog života", ona se nastavila javno identificirati kao lezbijka, a on kao gay. Dworkin i Stoltenberg su se vjenčali 1998. godine. Nakon njezine smrti Stoltenberg je rekao: "Zato nikome zapravo nismo rekli da smo se vjenčali, jer su ljudi zbunjeni zbog toga. Oni misle, Oh, ona je tvoja. A mi jednostavno nismo htjeli te gluposti."

### Kasniji život
Od 1974. do 1983. Dworkin je intenzivno pisala te je napisala četiri knjige u kojima je razvila svoju cjelokupnu tezu o praksi, značenju i funkciji patrijarhalnog, mizoginog nasilja. Godine 1977. postala je suradnica Ženskog instituta za slobodu tiska. U petnaestogodišnjem razdoblju od 1985. do 1997. godine objavila je još osam knjiga: tri s Catharine A. MacKinnon kao koautoricom ili urednicom i dvije zbirke neobjavljenih eseja i govora. Njezine dvije posljednje knjige izašle su izašle početkom 2000. a potonja su memoari.
Dworkin je bila snažna protivnica predsjednika Billa Clintona i Hillary Clinton tijekom skandala s Monicom Lewinsky,. Dworkin je podržavala Lewinsky.
U lipnju 2000. godine je objavila knjigu Žrtvi jarac: Židovi, Izrael i oslobođenje žena. U njoj je Dworkin ugnjetavanje žena usporedila s progonom Židova. Raspravljala je o seksualnoj politici židovskog identiteta i antisemitizmu te je pozvala na uspostavu ženske domovine kao odgovor na ugnjetavanje žena.
Istog mjeseca, Dworkin je objavila članke u New Statesmanu i u The Guardianu u kojima navodi da ju je jedan ili više muškaraca silovao u njezinoj hotelskoj sobi u Parizu godinu prije, stavivši joj GHB u piće kako bi je onesposobio. Njezini su članci izazvali javnu kontroverzu nakon što su pisci kao Catherine Bennett i Julia Gracen objavile sumnje u njezinu priču, polarizirajući mišljenje između skeptika i pristaša kao što su Catharine MacKinnon, Katharine Viner, i Gloria Steinem. Emocionalno krhka i narušenog zdravlja, Dworkin se na dvije godine nakon članaka uglavnom povukla iz javnog života.
Godine 2002. Dworkin je objavila svoju autobiografiju, Heartbreak: The Political Memoir of a Feminist Militant. Ubrzo je ponovno počela govoriti i pisati, a u intervjuu 2004. godine s Julie Bindel je rekla: „Mislila sam da sam gotova, ali osjećam novu vitalnost. Želim nastaviti pomagati ženama." Objavila je još tri članka u The Guardianu i započela rad na novoj knjizi, Writing America: How Novelists Invented and Gendered a Nation, o ulozi romanopisaca kao što su Ernest Hemingway i William Faulkner u razvoju američkog političkog i kulturnog identiteta, koji su ostali nedovršeni.

### Bolest i smrt
Tijekom posljednjih godina svoga života, Dworkin je bila slabog zdravlja. U svojoj posljednjoj kolumni za The Guardian otkrila je da je posljednjih nekoliko godina bila slaba i gotovo osakaćena zbog svoje težine i teškog osteoartritisa u koljenima. Ubrzo nakon povratka iz Pariza 1999., hospitalizirana je s visokom temperaturom i krvnim ugrušcima u nogama. Nekoliko mjeseci nakon što je puštena iz bolnice je podvrgnuta operaciji kojom su joj koljena zamijenila titanom i plastičnom protezom. Napisala je: "Liječnik koji me najbolje poznaje kaže da osteoartritis počinje mnogo prije nego što osakati - u mom slučaju, vjerojatno zbog toga što sam bila beskućnica, ili zbog seksualnog zlostavljanja, ili zbog premlaćivanja po nogama, ili zbog moje težine. John, moj partner, krivi Žrtvenog jarca, studiju o židovskom identitetu i oslobođenju žena za koju mi je trebalo devet godina da napišem; to je, kaže, knjiga koja mi je ukrala zdravlje. Ja krivim silovanje drogom koje sam doživjela 1999. u Parizu.” Kad je u intervjuu bila upitana kako bi voljela da je se pamti, rekla je: "U muzeju, kada je muška nadmoć mrtva. Želio bih da moj rad bude antropološki artefakt iz izumrlog, primitivnog društva." Umrla je u snu ujutro 9. travnja 2005. u svom domu u Washingtonu, DC. Kasnije je utvrđeno da je uzrok smrti akutni miokarditis. Imala je 58 godina.

## Antipornografski aktivizam
Dworkin je poznata kao feministička govornica, spisateljica i aktivistica protiv pornografije. U veljači 1976. godine je preuzela vodeću ulogu u organiziranju javnih skupova Snuff u New Yorku, a tijekom jeseni pridružila se Adrienne Rich, Grace Paley, Gloriji Steinem, Shere Hite, Lois Gould, Barbari Deming, Karli Jay, Letty Cottin Pogrebin, Robin Morgan i Susan Brownmiller u pokušajima formiranja radikalne feminističke antipornografske skupine. Članice ove grupe su 1979. godine osnovali Women Against Pornography, ali već tada se Dworkin počela distancirati od grupe zbog razlika u pristupu. Govorila je na prvom maršu Take Back the Night u studenom 1978. i pridružila se maršu kroz četvrt crvenih svjetala u San Franciscu u kojem je sudjelovalo 3000 žena.
Godine 1981. godine Dworkin je objavila knjigu Pornography: Men Possessing Women, u kojoj analizira suvremenu i povijesnu pornografiju kao industriju dehumanizacije koja mrzi žene. Dworkin tvrdi da je pornografija duboko povezana s nasiljem nad ženama, kroz proizvodnju (zlostavljanjem žena koje su glumile u njemu), društvene posljedice njegove konzumacije. Ona smatra da pornografija potiče muškarce da erotiziraju dominaciju, ponižavanje i zlostavljanje žena. Dworkin u ovoj knjizi također tvrdi da je ocrnjivanje žena ugrađena u jezičnim normama.

### Antipornografska uredba o građanskim pravima
Godine 1980. Linda Boreman (koja se pojavila u pornografskom filmu Duboko grlo kao "Linda Lovelace") je javno izjavila da ju je njezin bivši suprug Chuck Traynor pretukao i silovao, te ju je nasilno prisilio na snimanje tog i drugih pornografskih filmova. Boreman je objavila svoje optužbe na konferenciji za tisak, a uz nju su bile i Dworkin, feministička odvjetnica Catharine MacKinnon i članice Women Against Pornography. Nakon tiskovne konferencije, Dworkin, MacKinnon, Gloria Steinem i Boreman su počele raspravljati o mogućnosti korištenja saveznog zakona o građanskim pravima za naknadu štete od Traynora i autora Deep Throata. Boreman je bila zainteresiran, ali je odustao nakon što je Steinem otkrila da je prošao rok zastare za moguću tužbu.
Dworkin i MacKinnon su međutim nastavile raspravljati o parnicama za građanska prava kao mogućem pristupu borbi protiv pornografije. U jesen 1983. godine, MacKinnon je omogućila Dworkin da jedan semestar predaje na Sveučilištu Minnesota. Dworkin je predavala književnost na ženskim studijima, a zajedno s MacKinnonom među-odjelni kolegij o pornografiji, gdje su iznijele pojedinosti pristupa građanskim pravima. Uz poticaj aktivista zajednice u južnom Minneapolisu, Gradska vlast Minneapolisa, na poticaj lokalnih aktivista angažirala je Dworkin i MacKinnon da izrade antipornografski pravilnik o građanskim pravima kao amandman na uredbu o građanskim pravima grada Minneapolisa.
U amandmanu pornografija je definirana kao kršenje građanskih prava žena. Ujedno je omogućio ženama koje su tvrdile da im je pornografija nanijela štetu da tuže proizvođače i distributere na građanskom sudu za naknadu štete. Gradsko vijeće Minneapolisa je dva puta usvojilo zakon, ali je oba puta gradonačelnik Don Fraser uložio veto. On je smatrao da je tekst uredbe previše neodređen. Druga verzija uredbe donesena je u Indianapolisu, Indiana, 1984. godine, ali kao neustavna, jer nije u skladu s Prvim amandmanom. Amandman je poništio je Sedmi okružni žalbeni sud u slučaju American Booksellers v. Hudnut. Dworkin je nastavila podržavati pristup građanskim pravima u svom pisanju i aktivizmu. Podržavala je feministkinje koje su se borile protiv pornografije i koje su kasnije organizirale kampanje u Cambridgeu, Massachusetts (1985.), i Bellinghamu, Washington (1988.), kako bi donijele verzije uredbe inicijativa birača.

## Utjecaj
Andrea Dworkin je postala jedna od najutjecajnijih spisateljica i glasnogovornica američkog radikalnog feminizma tijekom kasnih 1970-ih i 1980-ih. Pornografiju je okarakterizirala kao industriju štetne objektivizacije i zlostavljanja, a ne kao područje metafizičke fantazije. Raspravljala je o prostituciji kao o sustavu izrabljivanja i o snošaju kao o ključnom mjestu intimne podređenosti u patrijarhatu. Njezina analiza i pisanje utjecali su i inspirirali rad suvremenih feministica kao što su Catharine MacKinnon, Gloria Steinem, John Stoltenberg, Nikki Craft, Susan Cole, i Amy Elman. Rebecca Traister izjavila je da je knjiga Andree Dworkin Intercours jedna od knjiga koja je inspirirala njezinu knjigu Good and Mad iz 2018. Međutim, Jessa Crispin je u svojoj knjizi Zašto nisam feministkinja: feministički manifest iz 2017. ukorila suvremene feministice što su napustile Dworkinov rad.
Beskompromisne pozicije Andree Dworkin i snažan stil pisanja i govora, koje je Robert Campbell opisao kao "apokaliptične", doveli su do njezinih čestih usporedbi s drugim govornicima kao što su Malcolm X ( Robin Morgan, Susie Bright, i drugi ). Gloria Steinem je više puta uspoređivala stil Andree Dworkin sa stilom biblijskih proroka.
Kritična prema onome što je opisala kao vrijednosti muške suprematizma izražene među konzervativcima, liberalima i radikalima ona se ipak angažirala sa sve tri skupine. Izašla je iz pokreta koje su vodili muškarci ljevičari, kao što je prosvjed protiv rata u Vijetnamu ili kada je bila aktivna u Pokretu za oslobođenje homoseksualaca. Obratila se liberalnim muškarcima po pitanju silovanja. Razgovarala je i pisala o politički konzervativnim ženama, što je rezultiralo publikacijom Desničarske žene. Svjedočila je na saslušanju Komisije Meese o pornografiji dok je državni odvjetnik Edwin Meese služio socijalno konzervativnom predsjedniku Ronaldu Reaganu.

## Kritika
Diskurzivni stil Andree Dworkin zajedno s antipatijom prema njezinim stavovima, doveo je do oštro polarizirajuće rasprave. Gledali su je s podsmijehom i podsmijehom: "Ljudi misle da Andrea mrzi muškarce, nazivaju je fašistom i nacistom - osobito američka ljevica, ali to se ne može otkriti u njezinu radu." Iako su se često polarizirali među ljevicom, stajališta Andreee Dworkin su također bila podijeljena u konzervativnim krugovima, izazivajući i pohvale i osude od desničarskih kritičara. Nakon njezine smrti, konzervativni homoseksualni pisac i politički komentator, Andrew Sullivan, tvrdio je da se "mnogima na socijalnoj desnici se sviđala Andrea Dworkin. Poput Dworkina, njihov osnovni impuls kada vide da ljudska bića žive slobodno je pokušati ih kontrolirati ili zaustaviti - za njihovo dobro. Poput Dworkin, užasnuti su muškom seksualnošću i vide muškarce kao problem koji treba pripitomiti. Poput Dworkin, oni vjeruju u moć države da cenzurira i prisili seksualne slobode. Poput Dworkin, oni na ogromnu novu slobodu koju su žene i homoseksualci stekli od 1960-ih gledaju kao na užasan razvoj za ljudsku kulturu.” Libertarijanska / konzervativna novinarka Cathy Young požalila se na "izbjeljivanje" u feminističkim osmrtnicama za Dworkin, tvrdeći da su pozicije Andree Dworkin očito mizandristične, navodeći da je Dworkin zapravo luda, kritizirajući ono što je nazvala  "destruktivnim naslijeđem" Andree Dworkin te opisujući Dworkin kao "tužnog duha" kojeg feminizam treba istjerati.
Druge su feministkinje, međutim, objavile simpatične ili slavljeničke spomenice na internetu i u tisku. Catharine MacKinnon, Dworkinova dugogodišnja prijateljica i suradnica, objavila je kolumnu u The New York Timesu, slaveći ono što je opisala kao "užarenu književnu i političku karijeru" Andree Dworkin, sugerirala je da Dworkin zaslužuje nominaciju za Nobelovu nagradu za književnost i požalila se da "laži o njezinim stavovima o seksualnosti (za koje je vjerovala da je snošaj bio silovanje) i njezinim političkim savezima (da je bila u krevetu s desnicom) su objavljene i ponovno objavljivane bez pokušaja provjere, dok su demanti gotovo uvijek odbijana. Tamo gdje se fizički izgled muških pisaca smatra nevažnim ili njeguje kao šarmantna ekscentričnost, Andrein je bio vrijeđan i ismijavan i pretvoren u pornografiju. Kad je tužila za klevetu, sudovi su pornografske laži banalizirali kao fantaziju i dostojanstveno ih proglasili satirom."
Drugi kritičari, posebno žene koje se identificiraju kao feministkinje, ali se oštro razlikuju od Dworkininih pozicija i strategija, ponudile su iznijansirane stavove, sugerirajući da je Dworkin skrenula pozornost na stvarne i važne probleme, ali da je njezino naslijeđe u cjelini bilo destruktivno za ženski pokret. Njezin rad i aktivizam na pornografiji—posebno u obliku Antipornography Civil Rights Ordonance— bili su kritizirani od strane liberalnih skupina kao što je Feministička radna skupina za borbu protiv cenzure (FACT).
Dworkin je također naišla na kritike od strane seksualno pozitivnih feministikinja, u onome što je postalo poznato kao feministički seksualni ratovi kasnih 1970-ih i 1980-ih. Seksualni ratovi bili su niz žestokih rasprava koje su polarizirale feminističku misao o brojnim pitanjima koja se odnose na seks i seksualnost. Seksualno pozitivni feministički kritičari kritizirali su pravni aktivizam Andree Dworkin kao cenzorski i tvrdili da njezin rad na pornografiji i seksualnosti promiče esencijalistički, konzervativni ili represivni pogled na seksualnost, koji su često okarakterizirali kao "anti-seks" ili "seks-negativan". Za njezine kritike uobičajenog heteroseksualnog seksualnog izražavanja, pornografije, prostitucije i sado-mazohizma često se tvrdilo da zanemaruje vlastito zalaganje žena u seksu ili negira seksualne izbore žena. Dworkin je ustvrdila da su njezini kritičari često pogrešno predstavljali njezine stavove i da pod naslovom "izbor" i "seksualna pozitiva", njezine feminističke kritičare nisu uspjele preispitati često nasilne političke strukture koje su ograničavale izbor žena i oblikovale značenje seksualnih činova.
Izvješća Andree Dworkin o nasilju koje je pretrpjela od strane muškaraca su ponekad budila skepticizam. Najpoznatiji je primjer javna polemika oko njezinih navoda da je bila drogirana i silovana u Parizu.  Dworkin je 1989. godine napisala članak o svom životu pretučene supruge u Nizozemskoj, "Što znači biti pretučena", kao odgovor na Susan Brownmiller, koja je tvrdila da je Hedda Nussbaum, pretučena žena, trebala biti optužena za propust jer nije spriječila Joela Steinberga da ubije njihovu posvojenu kćer. Newsweek je u početku prihvatio "Što znači biti pretučena" za objavljivanje, ali ga je zatim, prema Dworkin, odbio na zahtjev njegovog odvjetnika. Dworkin je članak trebala ili objaviti anonimno "kako bi zaštitila identitet nasilnika" i uklonila reference na određene ozljede, ili je trebala dostavi "liječničku i policijsku dokumentaciju, pisanu izjavu liječnika koji je vidio ozljede". Umjesto toga, Dworkin je poslao članak Los Angeles Timesu, koji ga je objavio 12. ožujka 1989.

### Publicistika

#### Samostalna djela
- Woman Hating. Penguin Books. New York. 1974. ISBN 978-0452268272
- Our Blood: Prophecies and Discourses on Sexual Politics. Harper & Row. New York. 1976. ISBN 978-0060111168
- Pornography: Men Possessing Women. Women's Press. London. 1981. ISBN 978-0704338760
- Right-Wing Women: The Politics of Domesticated Females. Women's Press. London. 1983. ISBN 978-0704339071
- Intercourse. Free Press. New York. 1987. ISBN 978-0029079706
- Letters from a War Zone: Writings, 1976–1989. E.P. Dutton. New York. 1989. ISBN 978-0525248248
- Life and Death: Unapologetic Writings on the Continuing War Against Women. Virago. London. 1997. ISBN 978-1860493607
- Scapegoat: The Jews, Israel, and Women's Liberation. Free Press. New York. 2000. ISBN 978-0684836126
- Heartbreak: The Political Memoir of a Feminist Militant. Basic Books. New York. 2002. ISBN 978-0465017546

#### U koautorstvu/suuređivanju s Catharine A. MacKinnon
- The Reasons Why: Essays on the New Civil Rights Law Recognizing Pornography as Sex Discrimination. Women Against Pornography. New York. 1985. OCLC 15992953

uključuje:
- Dworkin, Andrea. Spring 1985. Against the Male Flood: Censorship, Pornography, and Equality. Harvard Journal of Law & Gender. 8: 1–30 Provjerite vrijednost datuma u parametru: |date= (pomoć) PDF

- Pornography and Civil Rights: A New Day for Women's Equality. Organizing Against Pornography. Minneapolis, Minnesota. 1988. ISBN 9780962184901 Dostupno na internetu.
- In Harm's Way: saslušanja o građanskim pravima pornografije, Dworkin, Andrea; MacKinnon, Catharine A., ur. Boston: Harvard University Press. 1998.ISBN 9780674445796

#### Antologija
- Last Days at Hot Slit: The Radical Feminism of Andrea Dworkin, Fateman, Joanna; Schholder, Amy, ur. Cambridge: The MIT Press. 2019.ISBN 9781635900804

#### Poglavlja u drugim antologijama
- Lederer, Laura; Delgado, Richard, ur. 1995. Pornography happens to women. The price we pay: the case against racist speech, hate propaganda, and pornography. Hill and Wang. New York. ISBN 978-0809015771
- Bell, Diane i Renate Klein, ur. (1996). " Dworkin na Dvorkinu ". Radikalno govoreći: Feminism Reclaimed ( N. Melbourne, Vic., Australija : Spinifex. str. 203–0217.ISBN 1-875559-38-8
- Jackson, Stevi; Scott, Sue, ur. 1996. Biological superiority: the world's most dangerous and deadly idea. Feminism and sexuality: a reader. Columbia University Press. New York. str. 57–61. ISBN 978-0231107082
- Jackson, Stevi; Scott, Sue, ur. 1996. Pornography. Feminism and sexuality: a reader. Columbia University Press. New York. str. 297–299. ISBN 978-0231107082
- Morgan, Robin, ur. 2003. Landscape of the ordinary: violence against women. Sisterhood is forever: the women's anthology for a new millennium. Washington Square Press. New York. str. 58–69. ISBN 978-0743466271[116]

### Fikcija
- the new womans broken heart: short stories. Frog in the Well. East Palo Alto, CA. 1980. ISBN 978-0960362806
- Ice and fire: a novel. Secker & Warburg. London. 1986. ISBN 978-0436139604
- Mercy. Four Walls Eight Windows. New York. 1991. ISBN 978-0941423694

### Poezija
- Child. Heraklion. Crete. 1966. OCLC 4708955
- Morning hair. Philadelphia College of Art. Philadelphia. 1967. OCLC 9290267

### Članci
- Marx and Gandhi were liberals: feminism and the "radical" left. Frog in the Well. East Palo Alto, CA. 1977. OCLC 6189987
- Why so-called radical men love and need pornography. Frog in the Well. East Palo Alto, CA. 1978. OCLC 8309555
- Against the male flood: censorship, pornography, and equality. Harvard Journal of Law & Gender. 8: 1–30. Spring 1985 Provjerite vrijednost datuma u parametru: |date= (pomoć)Pdf
- Pornography is a Civil Rights Issue for Women. Organizing Against Pornography. Minneapolis, MN. 1986. OCLC 18843030Stranica 1 od 4 Stranica 2 od 4. Stranica 3 od 4 Stranica 4 od 4
- Pornography is a civil rights issue for women. NoStatusQuo. Nikki Craft. 1986 PDF. Stranica 1 od 2 Stranica 2 od 2
- The ACLU: bait and switch. Yale Journal of Law and Feminism. 1 (1): 37–40. Spring 1989 Provjerite vrijednost datuma u parametru: |date= (pomoć) Pdf
- Prostitution and male supremacy. Michigan Journal of Gender and Law. 1: 1–12. 1993 Page 1 of 2. Page 2 of 2
- Are you listening, Hillary? President Rape is who he is. 1999
- Ulomak s bilješkom Johna Stoltenberga, 25. svibnja 2007
- Book review: A good rape. New Statesman. 30. lipnja 2003.
- Osvrt na Lucky od Alice Sebold,ISBN 978-0684857824
- Book review: Out of the closet. New Statesman. 22. rujna 2003.
- Review of Normal: transsexual CEOs, cross-dressing cops, and hermaphrodites with attitude by Amy Bloom, ISBN 978-0679456520
- The day I was drugged and raped. New Statesman. 4. ožujka 2013.

### Govori
- Zašto muškarci toliko vole pornografiju i prostituciju Andrea Dworkin Glavni govor na Međunarodnoj konferenciji o trgovini ljudima, 1989. (Audio datoteka: 22 min, 128 kbit/s, mp3)
- Svjedočenje Andree Dworkin Komisiji glavnog državnog odvjetnika o pornografiji i prostituciji
- Nasilje, zlostavljanje i žensko građanstvo Brighton, UK, 10. studenog 1996.
- "Sloboda sada: okončanje nasilja nad ženama"
- "Govor sa Sveučilišta Duke, siječanj 1985."

### Snimanje izgovorene riječi
- Snimljeni telefonski intervju s Andreom Dworkin koju je intervjuirala Nikki Craft o Allenu Ginsbergu, 9. svibnja 1990. (Audio datoteka, 20 min, 128 kbit/s, mp3)
- Dworkin o Dworkin, c. 1980.

### Recenzije
- Led i vatra, Andrea Dvorkin; Spolni odnos, Andrea Dvorkin. "Muško i žensko, muškarci i žene", Recenzirala Carol Sternhell za The New York Times (3. svibnja 1987.).
- Spolni odnos, Andrea Dvorkin; Feminism Unmodified, Catharine MacKinnon. "Pornografija u SAD-u, prvi dio", Recenzirala Maureen Mullarkey za The Nation (30. svibnja 1987.)
- 'Intercourse, by Andrea Dworkin (Tenth Anniversary Edition 1997) Arhivirana inačica izvorne stranice od 2. travnja 2003. (Wayback Machine), Recenzirala Giney Villar za Women in Action (3:1998)
- 'Pornography: Men Possessing Women. "Unburning a Witch: Re-Reading Andrea Dworkin" Arhivirana inačica izvorne stranice od 6. ožujka 2005. (Wayback Machine), Recenzirao Jed Brandt za NYC Indypendent (7. veljače 2005.)

## Vanjske poveznice
- Portal za web stranice Andree Dworkin održava Nikki Craft
- Službena internetska knjižnica Andrea Dworkin koju održava Nikki Craft
- Memorijalnu stranicu Andrea Dworkin održava Nikki Craft
- Radovi, 1914. – 2007. (uključivo), 1973. – 2000. (skupno): A Finding Aid., Institut Radcliffe, Sveučilište Harvard.
- Zbirka videokaseta Andree Dworkin, 1981.–1998. (uključivo): Pomoć u pronalaženju., Institut Radcliffe, Sveučilište Harvard
- Zbirka audio kaseta Andree Dworkin, 1975.–1997. (uključivo): Pomoć u pronalaženju., Institut Radcliffe, Sveučilište Harvard